# طوفان (کتاب)
طوفان نام یک کتاب ادبی است که توسط ماکسیم گورکی، نویسندهٔ اهل روسیه نوشته شده‌است.

## پانویس

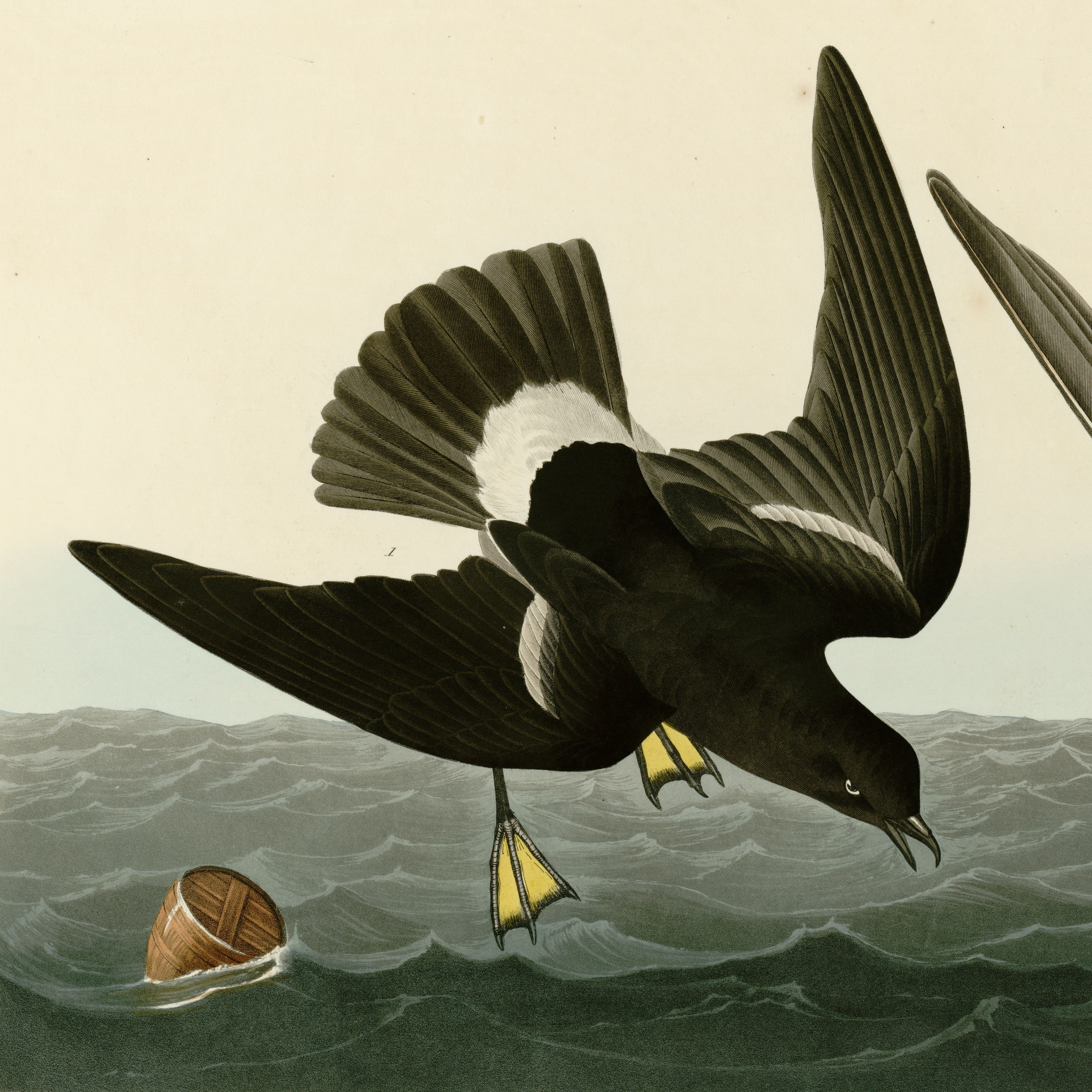
Stormy Petrel, painted by John James Audubon)